# Salon de Bruxelles de 1857
Le Salon de Bruxelles de 1857 est la dix-septième édition du Salon de Bruxelles, exposition périodique d'œuvres d'artistes vivants. Il a lieu en 1857, du 1er septembre au 15 novembre dans un bâtiment provisoire élevé dans la cour du palais de Charles de Lorraine à Bruxelles, à l'initiative de la Société royale de Bruxelles pour l'encouragement des beaux-arts.
Ce Salon est le neuvième organisé depuis l'Indépendance de la Belgique en 1831. Les prix sont remis sous forme de médailles d'or, ainsi que de récompenses pécuniaires. L'exposition est marquée par le déclin de la peinture d'histoire au profit des œuvres réalistes.

## Organisation
Pour chaque exposition, les dates et l'organisation générale sont fixées par arrêté royal, sur proposition du ministre responsable. La commission directrice de l'exposition est ensuite nommée par Arrêté ministériel, le règlement de l'exposition est également fixé par Arrêté ministériel. Chaque Salon est donc géré par une commission directrice distincte.

## Contexte
Ce Salon est le neuvième organisé depuis l'Indépendance de la Belgique en 1831. L'exposition de 1857 débute le 1er septembre 1857. Le Salon est inauguré par le duc et la duchesse de Brabant. Pour la troisième fois, le Salon a lieu dans le nouvel édifice à deux niveaux construit en 1851 dans la cour du palais de Charles de Lorraine, selon les plans de l'architecte Jean-Pierre Cluysenaar. Le jury des récompenses, de même que plusieurs artistes de renom, plaide pour l'édification d'un palais des beaux-arts qui faciliterait un placement plus avantageux des œuvres à montrer au public,.

## Catalogue

### Données générales
Alors que le Salon de 1854 comprenait près de 1 108 numéros, l'édition de 1857 en propose 1 286. Sur 393 artistes belges exposants, 354 sont issus des provinces d'Anvers, du Brabant et des deux Flandres, 37 sont originaires des cinq autres provinces.

### Peinture

#### Évolution

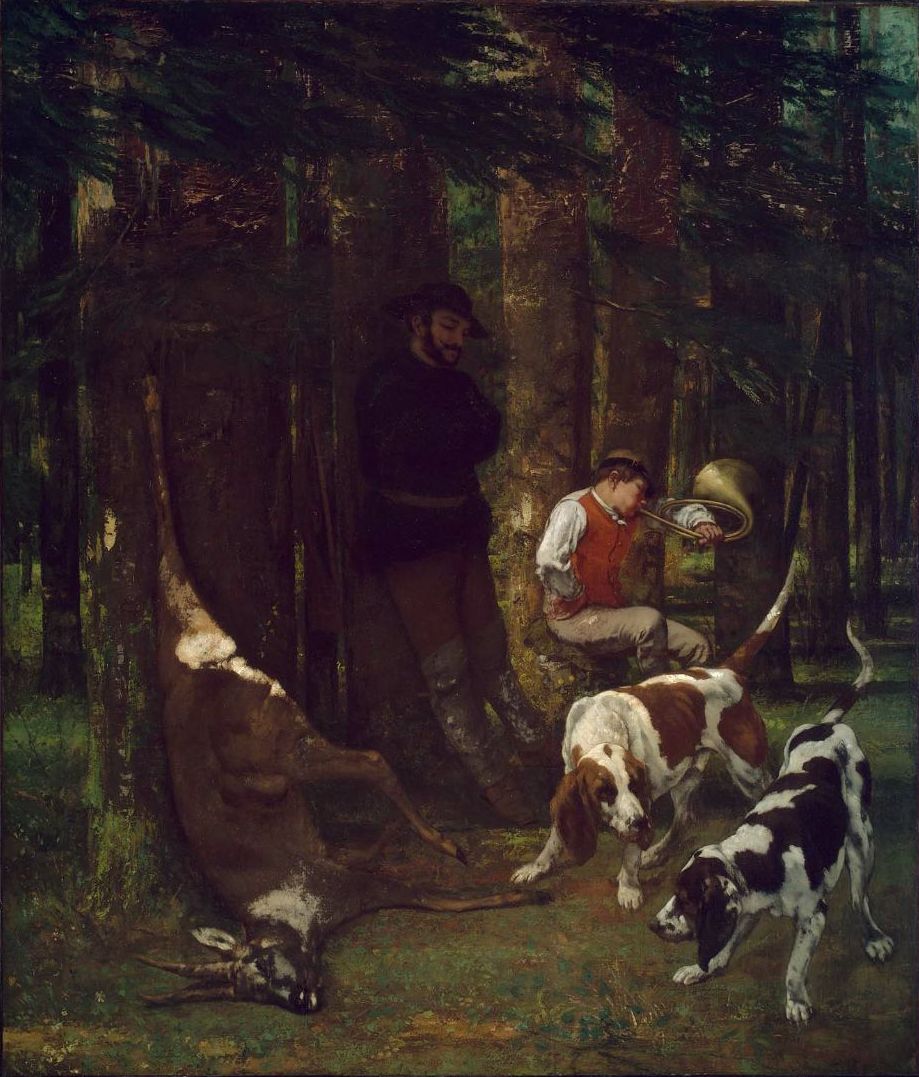
Gustave Courbet, La Curée, exposé au Salon de Paris de 1857, puis au Salon de Bruxelles la même année.

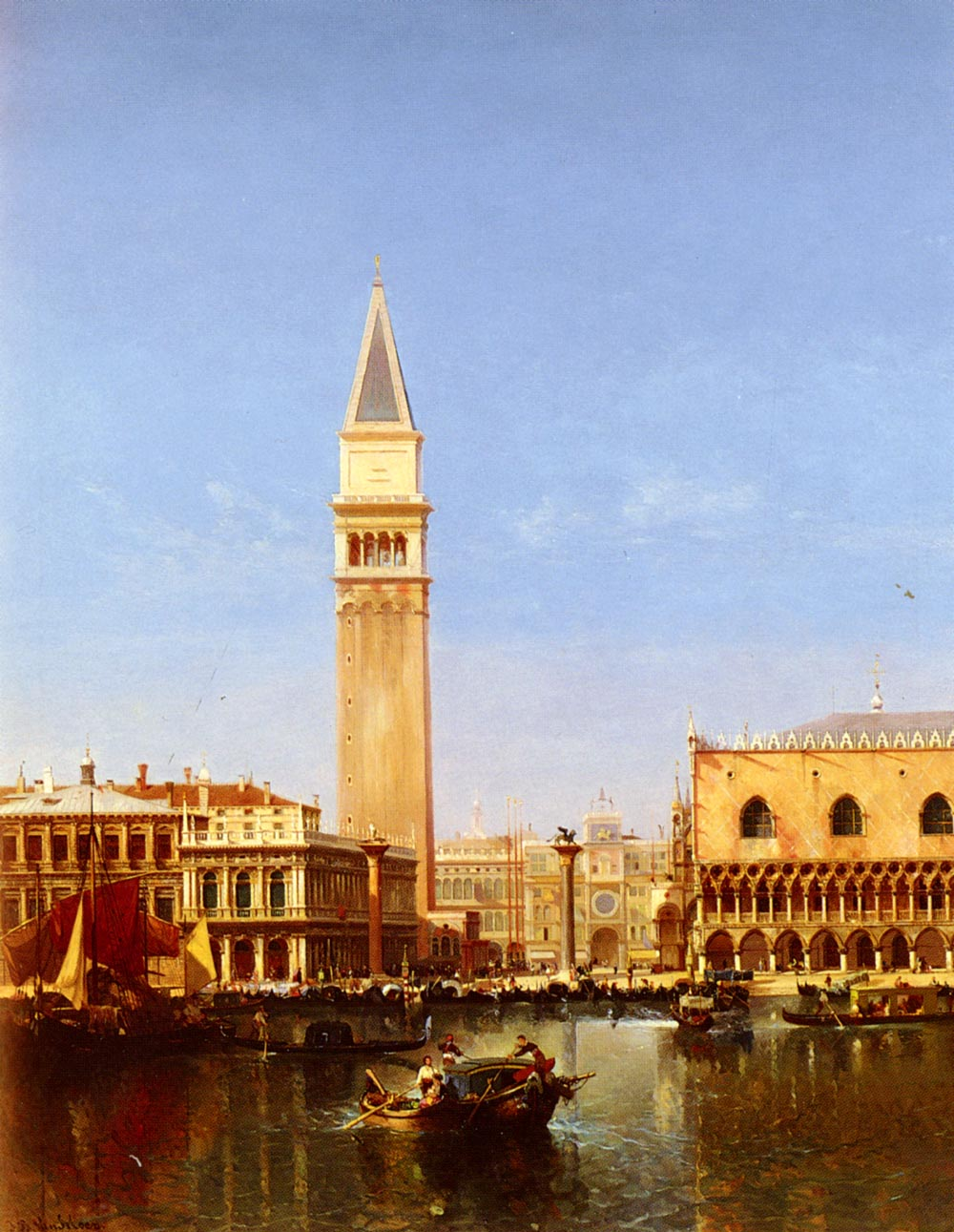
Le Grand canal à Venise de Jean-Baptiste Van Moer.

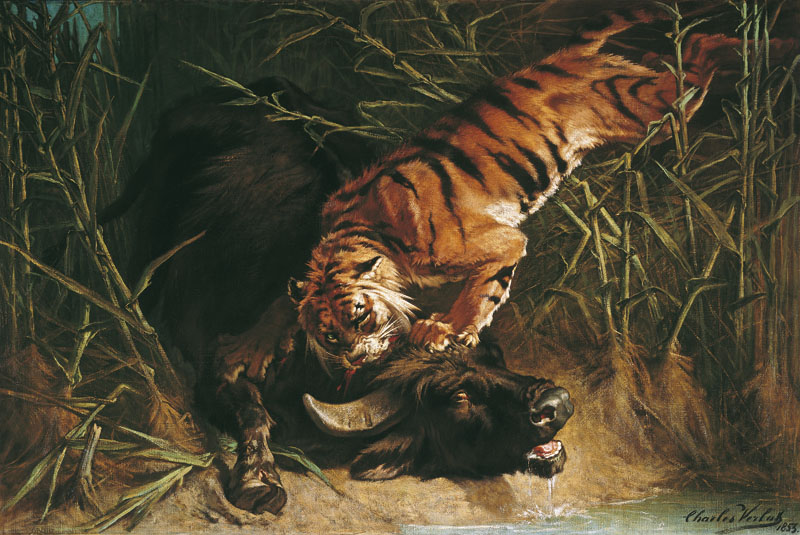
Buffle attaqué par un tigre par Charles Verlat.

La peinture religieuse et la peinture historique ne représentent que quelques œuvres exposées et leur valeur, selon le jury des récompenses, laisse à désirer. Le jury des récompenses regrette que dans le nombre de tableaux exposés, manquent la simplicité dans la composition, le choix sévère des sujets, la pureté du dessin, la fermeté des plans et l'unité qui frappe le regard. Les hardiesses individuelles s'imposent avec éclat dans des productions éphémères qui ne se rattachent à aucune grande famille. Toutefois, le réalisme et l'idéalisme subsistent en deux partis opposés.
L'Indépendance belge témoigne des changements dans la nature des expositions et dans leur aspect. Trop souvent la forme est placée au premier rang, au détriment de l'idée. L'école allemande le prouve en cherchant prioritairement un sujet, habituellement fort simple, ayant une signification morale, renfermant l'expression d'un sentiment ou reproduisant un trait de mœurs finement observé, à l'instar de Carl Wilhelm Hübner et Hermann Kretzschmer qui ont envoyé leurs œuvres au Salon. Les peintres français laissent aussi la première part à l'idée et à la pensée, mais ils songent beaucoup moins que les Allemands à observer la nature. Le point important pour eux est de se montrer ingénieux, spirituels. Ils font du paradoxe en peinture, comme les écrivains en font en littérature. Leurs compositions sont piquantes, pleines de goût et de finesse, mais pour le sentiment ils n'égalent pas les Allemands. Les peintres belges, à peu d'exception près, considèrent l'idée comme secondaire. Pour eux l'art se résume tout entier dans la pratique des procédés d'exécution.
Le critique du journal L'Indépendance belge partage le constat du jury des récompenses au sujet du faible nombre de peintures religieuses et d'histoire. Il remarque Barabbas au pied du calvaire d'Alexandre Thomas, sujet original, mais s'éloignant de la vérité historique en dépit de sa composition dramatique bien ordonnée. Le peintre est toutefois loué pour sa persévérance et le but élevé qu'il poursuit. Henri Dobbelaere expose Le cadavre de Charles le Téméraire retrouvé le lendemain de la bataille de Nancy, une composition historique qui manque d'esprit dramatique, tandis que dans son second tableau, Memling peignant la châsse de Sainte-Ursule à l'hôpital de Bruges, les personnages s'étouffent dans un cadre étroit, même si l'œuvre présente des parties d'une fort bonne exécution.

#### Cesare Dell'Acqua
Cesare Dell'Acqua a fait de grands progrès depuis trois ans. Son tableau Les habitants de Brescia accueillent les Milanais après la destruction de leur ville par Frédéric Barberousse en 1162 dont l'excellente ordonnance de la composition n'est pas le seul mérite, offre des figures sont bien dessinées, des costumes et des accessoires d'une rigoureuse exactitude, ce n'est pas un Moyen-Âge de théâtre. Le coloris est chaud dans les parties lumineuses et fin dans les ombres. Son Étude de moine témoigne également de ses progrès : la tête fortement éclairée est peinte avec beaucoup de fermeté et très bien modelée.

#### Réalisme
Le réalisme a ses représentants au Salon : Gustave Courbet a envoyé quatre toiles, dont Les Cribleuses de blé, une scène de mœurs agricoles et La Curée, chasse au chevreuil dans les forêts du Grand Jura, très supérieur aux Cribleuses selon L'Indépendance belge qui estime le chevreuil d'une étude parfaite, en revanche les chiens et les deux piqueurs sont jugés médiocres et le vert du paysage trop cru. La Chevrette forcée à la neige est, pour sa part, considérée comme une très bonne nature morte. Le journal considère Charles de Groux comme le « Courbet de la Belgique qui poursuit sa recherche du laid ».

#### Paysages et marines

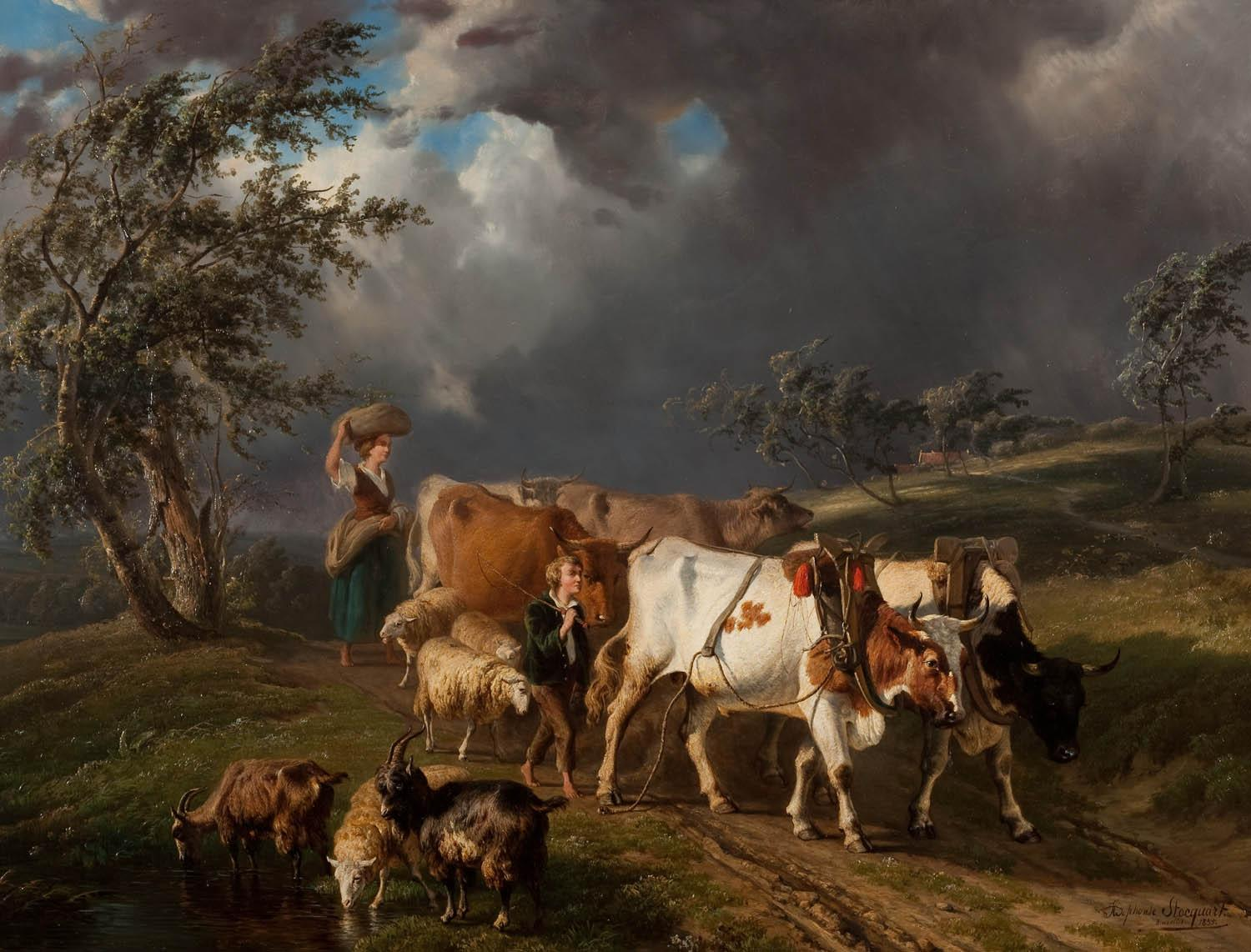
Approche de l'orage, par Ildephonse Stocquart.

Les paysages souvent brillants et les marines affluent au Salon. L'Allemagne a envoyé un nombre important de paysages qui brillent par leur coloris ou par une savante imitation de la nature. La Belgique se distingue également dans ce genre par quelques excellentes toiles. Le nombre de portraits est peu élevé, mais quelques uns ont des qualités supérieures. Jean-Baptiste Van Moer connaît Venise et la représente avec une exacte ressemblance. Sa Vue du quai des Esclavons est d'un ton qui donne l'idée la plus juste de l'effet du soleil encore près de l'horizon. Approche du crépuscule sur le grand canal à Venise est d'une excellente qualité également. Pour sa part, Charles Verlat a notamment envoyé un Buffle attaqué par un tigre et Alfred Verwée expose pour la première fois de sa carrière : Pré avec bestiaux. Le critique Eugène Landoy juge favorablement l'envoi d'Ildephonse Stocquart Approche de l'orage, car il y a savamment peint un tronc d'arbre, des bestiaux très étudiés et la menace bien traduite d'un orage prochain.

### Sculpture
La sculpture occupe une place importante à l'exposition. Aux côtés de plusieurs artistes d'élite figurent de jeunes talents. Cependant, selon L'Indépendance belge, le public est relativement indifférent à la sculpture qui n'est appréciée que par une petite minorité. Pourtant la sculpture belge a donné depuis 1830 d'excellents artistes. À l'exposition, les œuvres les plus remarquables proviennent de l'école allemande grâce aux encouragements du gouvernement prussien qui encourage des statuaires comme Louis Sussmann-Hellborn qui expose deux statues en marbre : Jeune Faune et Jeune Italienne du royaume de Naples. Charles-Auguste Fraikin, Guillaume Geefs, Jean Geefs, Léopold Wiener ou encore Pierre Puyenbroeck représentent l'école belge.

### Gravure et lithographie
L'ensemble de la gravure belge révèle des progrès supérieurs, tant au point de vue du nombre des œuvres exposées que de leur qualité. Le jury des récompenses hésite à attribuer l'unique médaille d'or disponible pour cette discipline à David Joseph Desvachez ou à Joseph Wildiers, dont le mérite est égal. Le premier remporte la récompense en raison de sa carrière et ses antécédents.
La lithographie est également en progrès. Les belges Adrien Canelle, Emile Puttaert et Tony Voncken, les français Émile Desmaisons, Amand Gautier et Émile Lassalle, de même que le berlinois Gustav Feckert sont présents au Salon.

## Résultats

### Avis du jury des récompenses
Selon le jury des récompenses, le Salon de 1857 est inférieur aux précédents. Succédant à l'Exposition universelle de Paris de 1855, il en est résulté une sorte de lassitude. Plusieurs représentants éminents de l'école belge de peinture n'ont envoyé aucune œuvre. D'autres talents ont exposé des œuvres d'un niveau inférieur à leurs productions habituelles. La succession trop rapide des expositions nuit à leur qualité. Les tableaux exposés le sont parfois par des spéculateurs qui accrochent des œuvres anciennes et le public ne peut constater les progrès des artistes. La critique est souvent partiale. Le jury préconise une périodicité quinquennale afin d'augmenter l'importance des expositions par leur rareté.

### Ordre de Léopold
Aucune élévation dans l'ordre de Léopold n'est accordée après l'exposition de 1857.

### Médailles d'or
Sur proposition du jury des récompenses au gouvernement, treize médailles d'or sont décernées, en vertu de l'Arrêté royal du 4 février 1858, aux artistes suivants : 
- Louis De Curte (d) (à Bruxelles pour son projet de cathédrale gothique),
- Charles de Groux (à Bruxelles pour l'ensemble de ses œuvres),
- Cesare Dell'Acqua (de Trieste pour son tableau représentant les habitants de Brescia accueillant les Milanais après la destruction de leur ville),
- David Joseph Desvachez (à Bruxelles pour le portait de la princesse Charlotte gravé d'après le tableau de Winterhalter et pour ses œuvres antérieures),
- Édouard Fiers (à Bruxelles pour son groupe en plâtre),
- Joseph Geefs (à Bruxelles pour l'ensemble de ses œuvres),
- Eduard Hildebrandt (à Berlin pour ses paysages),
- Henri-Alfred Jacquemart (à Paris pour son Lion en bronze),
- François Lamorinière (à Anvers pour ses paysages),
- Ferdinand Pauwels (à Anvers pour l'ensemble de ses œuvres),
- Jules Pecher (à Anvers pour son tableau représentant le martyre de Saint Sébastien),
- Gustav Richter (à Berlin pour son portrait de femme) et
- Louis Sussmann-Hellborn (d) (à Berlin pour ses statues en marbre représentant un jeune faune et une jeune italienne)[17].

### Récompenses pécuniaires
En vertu de l'Arrêté royal du 4 février 1858, une somme de 5 100 francs est répartie entre divers artistes à titre d'indemnités pécuniaires.

### Achat par le gouvernement
En vertu de l'Arrêté royal du 4 février 1858, le ministre de l'Intérieur a été autorisé à acquérir le groupe en marbre Le Lion amoureux sculpté par Guillaume Geefs pour le musée de l'État.

### Catalogue
- Catalogue, Exposition générale des Beaux-Arts de 1857, catalogue explicatif, Bruxelles, Charles Lelong, 1857, 141 p. (lire en ligne).